# 知多郡
知多郡（日语：／ Chita gun */?）為位於日本愛知縣西部，知多半島上的郡。
現轄有以下5町：
- 阿久比町
- 武豐町
- 東浦町
- 美濱町
- 南知多町

在1878年實施郡區町村編制法時的轄區還包括現在的半田市、常滑市、大府市、知多市的全部區域，東海市除北部小部分區域外的大部分區域，豐明市的南部部分地區，以及名古屋市綠區的南部小部分地區。

## 歷史
在大府市內發掘到的棧敷貝塚證明此地在西元前十世紀的繩紋時代以前即開始有人類居住，高山古墳遺址則證明此地在約六世紀時的古坟时代末期已在大和王權的勢力範圍內。
在日本七世紀時的都城藤原京的藤原宮遺址（位於現在的奈良縣橿原市）中挖掘到的木簡中，有段文字「辛卯年十月尾治國知多評」，為關於知多郡最早的的歷史文獻紀錄，其中的「尾治國」即為後來的尾張國，「知多評」則為當時仍採用評制的行政區劃，也有部分文獻中會書寫為發音相同的「知田評」。
701年改採郡成為「知多郡」，不過也有部分文獻中會記載為發音相同的「智多郡」。
17世紀進入江戶時代後，大部分區域都成為尾張藩尾張德川家的領地，少部分區域為尾張藩御附家老成瀨氏犬山藩的領地。
19世紀末明治維新實施廢藩置縣後，原屬各藩的區域分別改隸屬名古屋縣及犬山縣，在1871年的第一次府縣整併時，知多郡被劃入新設立的額田縣，不過在隔年即被整併至愛知縣。
1878年愛知縣實施郡區町村編製法時，正式設置為近代的行政區劃「知多郡」，並在半田村（位於現在的半田市）設置郡役所。

### 沿革
- 1889年10月1日：

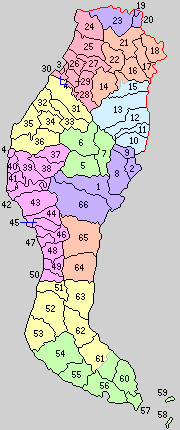
1889年知多郡轄下的行政區劃：1.半田町、2.龜崎町、3.橫須賀町、4.大野町、5.阿久比村、6.上阿久比村、7.東阿久比村、8.乙川村、9.有脇村、10.藤江村、11.生路村、12.石濱村、13.緒川村、14.吉田村、15.森岡村、16.大府村、17.橫根村、18.北崎村、19.有松村、20.桶狹間村、21.共和村、22.長草村、23.大高村、24.名和村、25.荒尾村、26.大田村、27.富木島村、28.加木屋村、29.高橫須賀村、30.養父村、31.八幡村、32.新知村、33.佐布里村、34.岡田村、35.日長村、36.金澤村、37.矢田村、38.久米村、39.金山村、40.西之口村、41.榎戶村、42.多屋村、43.常滑村、44.樽水村、45.西阿野村、46.古場村、47.苅屋村、48.大谷村、49.小鈴谷村、50.坂井村、51.上野間村、52.奧田村、53.野間村、54.內海村、55.山海村、56.豐濱村、57.師崎村、58.篠島村、59.日間賀島村、60.大井村、61.豐丘村、62.河和村、63.布土村、64.富貴村、65.武風村、66.成岩村
（上方紫色：現屬名古屋市、下方紫色：現屬半田市、桃色：現屬常滑市、紅色：現屬東海市色：現屬上方橙色：現屬大府市、上方黄色：現屬知多市、上方綠色：現屬阿久比町、水藍色：現屬東浦町、下方綠色：現屬南知多町、下方黃色：現屬美濱町、下方橙色：現屬武豐町）

  - 實施町村制，知多郡下設：半田町（日语：半田町 (愛知県)）、龜崎町（日语：亀崎町）、橫須賀町（日语：横須賀町 (愛知県)）、大野町（日语：大野町 (愛知県知多郡)）、阿久比村、上阿久比村（日语：上阿久比村）、東阿久比村（日语：東阿久比村）、乙川村（日语：乙川村）、有脇村、藤江村、生路村（日语：生路村）、石濱村（日语：石浜村）、緒川村、吉田村（日语：吉田村 (愛知県知多郡)）、森岡村（日语：森岡村）、大府村、橫根村（日语：横根村）、北崎村（日语：北崎村 (愛知県)）、有松村（日语：有松町）、桶狹間村、共和村（日语：共和村 (愛知県)）、長草村（日语：長草村）、大高村（日语：大高町）、名和村（日语：名和村 (愛知県)）、荒尾村（日语：荒尾村 (愛知県)）、大田村（日语：大田村 (愛知県)）、富木島村（日语：富木島村）、加木屋村（日语：加木屋村）、高橫須賀村（日语：高横須賀村）、養父村（日语：養父村）、八幡村（日语：八幡町 (愛知県)）、新知村（日语：新知村）、佐布里村、岡田村（日语：岡田町）、日長村（日语：日長村）、金澤村（日语：金沢村 (愛知県知多郡)）、矢田村、久米村、金山村、西之口村（日语：西ノ口村）、榎戶村（日语：榎戸村 (愛知県)）、多屋村（日语：多屋村）、常滑村（日语：常滑町）、樽水村、西阿野村、古場村（日语：古場村）、苅屋村、大谷村（日语：大谷村 (愛知県)）、小鈴谷村（日语：小鈴谷町）、坂井村（日语：坂井村 (愛知県)）、上野間村（日语：上野間村）、奧田村、野間村（日语：野間町）、內海村（日语：内海町 (愛知県)）、山海村（日语：山海村）、豐濱村（日语：豊浜町 (愛知県)）、師崎村（日语：師崎町）、篠島村（日语：篠島村）、日間賀島村（日语：日間賀島村）、大井村（日语：大井村 (愛知県知多郡)）、豐丘村（日语：豊丘村 (愛知県)）、河和村（日语：河和町）、布土村（日语：布土村）、富貴村（日语：富貴村 (愛知県)）、武豐村、成岩村（日语：成岩町）。（4町62村）
  - 過去原屬知多郡的東阿野村及榮村被併入愛知郡豐明村。
- 1890年12月17日：（6町60村）
  - 成岩村改制為成岩町（日语：成岩町）。[4]
  - 常滑村改制為常滑町（日语：常滑町）。
- 1891年2月17日：武豐村改制為武豐町。（7町59村）
- 1891年4月1日：
  - 實施郡制（日语：郡制）。[5]
  - 生路村和石濱村合併為生濱村（日语：生浜村）。（7町58村）
- 1892年5月31日：生濱村再被分割為生路村（日语：生路村）及石濱村（日语：石浜村）。（7町59村）
- 1892年9月13日：（8町57村）
  - 桶狹間村被併入共和村。
  - 有松村改制為有松町（日语：有松町）。
- 1893年11月8日：內海村改制為內海町（日语：内海町 (愛知県)）。[6]（9町56村）
- 1893年12月4日：共和村的桶狹間地區被併入有松町。
- 1894年9月8日：（11町54村）
  - 大高村改制為大高町（日语：大高町）。
  - 師崎村改制為師崎町（日语：師崎町）。[6]
- 1903年5月6日：（13町52村）
  - 河和村改制為河和町（日语：河和町）。[7]
  - 岡田村改制為岡田町（日语：岡田町）。[8]
- 1905年2月1日：豐濱村改制為豐濱町（日语：豊浜町 (愛知県)）。[6]（14町51村）
- 1906年5月1日：（14町22村）
  - 大井村和師崎町合併為新設立的師崎町（日语：師崎町）。[6]
  - 山海村和內海町合併為新設立的內海町（日语：内海町 (愛知県)）。[6]
  - 阿久比村、東阿久比村、上阿久比村合併為新設立的阿久比村。[9]
  - 大田村、加木屋村、橫須賀町、高橫須賀村、養父村合併為新設立的橫須賀町（日语：横須賀町 (愛知県)）。
  - 矢田村、久米村、金山村合併為三和村（日语：三和村 (愛知県知多郡)）。
  - 西之口村、榎戶村、多屋村合併為鬼崎村（日语：鬼崎町）。
  - 樽水村、西阿野村、苅屋村、古場村合併為枳豆志村（日语：西浦町 (愛知県知多郡)）。
  - 藤江村、石濱村、生路村、緒川村、和森岡村的村木地區合併為東浦村。[10]
  - 大府村、吉田村、北崎村、橫根村、長草村、共和村和森岡村的豬伏地區合併為大府村。[1]
  - 龜崎町、有脇村、乙川村合併為新設立的龜崎町（日语：亀崎町）。[4]
  - 八幡村、新知村、佐布里村合併為新設立的八幡村（日语：八幡町 (愛知県)）。[8]
  - 日長村和金澤村合併為旭村（日语：旭町 (愛知県知多郡)）。[8]
- 1906年7月1日：（14町16村）
  - 奧田村和野間村合併為新設立的野間村（日语：野間町）。[7]
  - 布土村、河和町和豐丘村的古布、矢梨、切山地區合併為新設立的河和町（日语：河和町）。[7]
  - 豐濱町和豐丘村的山田、乙方地區合併為新設立的豐濱町（日语：豊浜町 (愛知県)）。[6]
  - 小鈴谷村、大谷村、上野間村、坂井村合併為新設立的小鈴谷村（日语：小鈴谷町）。[7]
- 1906年9月1日：名和村、荒尾村、富木島村合併為上野村（日语：上野町 (愛知県)）。（14町14村）。
- 1911年12月10日：枳豆志村改制並更名為西浦町（日语：西浦町 (愛知県知多郡)）。（15町13村）
- 1915年11月1日：大府村改制為大府町。[1]（16町12村）
- 1922年4月1日：八幡村改制為八幡町（日语：八幡町 (愛知県)）。[8]（17町11村）
- 1923年4月1日：廢除郡會和郡參事會。[11]
- 1926年7月1日：廢除郡役所，此後郡不再作為行政區劃，只作為地名的表示。[11]
- 1937年10月1日：半田町、龜崎町、成岩町合併為半田市[4]，並脫離知多郡。（14町11村）
- 1940年2月11日：上野村改制為上野町（日语：上野町 (愛知県)）。（15町10村）
- 1942年7月1日：野間村改制為野間町（日语：野間町）。[7]（16町9村）
- 1948年6月1日：東浦村改制為東浦町。[10]（17町8村）
- 1951年10月1日：鬼崎村改制為鬼崎町（日语：鬼崎町）。（18町7村）
- 1952年4月1日：旭村改制為旭町（日语：旭町 (愛知県知多郡)）。[8]（19町6村）
- 1952年7月1日：小鈴谷村改制為小鈴谷町（日语：小鈴谷町）。[7]（20町5村）
- 1953年1月1日：阿久比村改制為阿久比町。[9]（21町4村）
- 1954年4月1日：常滑町、鬼崎町、西浦町、大野町、三和村合併為常滑市[12]，並脫離知多郡。（17町3村）
- 1954年10月5日：武豐町和富貴村合併為新設立的武豐町。（17町2村）
- 1955年4月1日：（14町2村）
  - 河和町和野間町合併為美濱町。[7]
  - 八幡町、岡田町、旭町合併為知多町。[8]
- 1957年3月31日：小鈴谷町被廢除，轄區分別被併入常滑市和美濱町。[7][12]（13町2村）
- 1961年6月1日：內海町、豐濱町、師崎町、篠島村、日間賀島村合併為南知多町。[6]（11町）
- 1964年12月1日：有松町和大高町被併入名古屋市，並被劃入綠區。（9町）
- 1969年4月1日：上野町和橫須賀町合併為東海市[13]，並脫離知多郡。（7町）
- 1970年9月1日：（5町）
  - 大府町改制為大府市[1]，並脫離知多郡。
  - 知多町改制為知多市[8]，並脫離知多郡。

### 變遷表
| 1889年10月1日 | 1889年 - 1944年             | 1889年 - 1944年             | 1889年 - 1944年             | 1889年 - 1944年             | 1889年 - 1944年                   | 1945年 - 1954年                   | 1945年 - 1954年             | 1955年 - 1989年             | 1955年 - 1989年             | 1989年 - 現在               | 現在                        |        |
| ------------- | --------------------------- | --------------------------- | --------------------------- | --------------------------- | --------------------------------- | --------------------------------- | --------------------------- | --------------------------- | --------------------------- | --------------------------- | --------------------------- | ------ |
| 大高村        | 大高村                      | 大高村                      | 1894年9月8日 改制為大高町   | 1894年9月8日 改制為大高町   | 1894年9月8日 改制為大高町         | 1894年9月8日 改制為大高町         | 1894年9月8日 改制為大高町   | 1964年12月1日 併入名古屋市  | 1964年12月1日 併入名古屋市  | 1964年12月1日 併入名古屋市  | 1964年12月1日 併入名古屋市  |        |
| 有松村        | 有松村                      | 1892年9月13日 改制為有松町  | 1892年9月13日 改制為有松町  | 有松町                      | 有松町                            | 有松町                            | 有松町                      | 1964年12月1日 併入名古屋市  | 1964年12月1日 併入名古屋市  | 1964年12月1日 併入名古屋市  | 1964年12月1日 併入名古屋市  |        |
| 桶狹間村      | 桶狹間村                    | 1892年9月13日 併入共和村    | 1893年12月4日 併入有松町    | 有松町                      | 有松町                            | 有松町                            | 有松町                      | 1964年12月1日 併入名古屋市  | 1964年12月1日 併入名古屋市  | 1964年12月1日 併入名古屋市  | 1964年12月1日 併入名古屋市  |        |
| 共和村        | 共和村                      | 共和村                      | 共和村                      | 1906年5月1日 合併為大府村   | 1915年11月1日 改制為大府町        | 1915年11月1日 改制為大府町        | 1915年11月1日 改制為大府町  | 1915年11月1日 改制為大府町  | 1970年9月1日 改制為大府市   | 1970年9月1日 改制為大府市   | 1970年9月1日 改制為大府市   |        |
| 吉田村        |                             |                             |                             | 1906年5月1日 合併為大府村   | 1915年11月1日 改制為大府町        | 1915年11月1日 改制為大府町        | 1915年11月1日 改制為大府町  | 1915年11月1日 改制為大府町  | 1970年9月1日 改制為大府市   | 1970年9月1日 改制為大府市   | 1970年9月1日 改制為大府市   |        |
| 大府村        |                             |                             |                             | 1906年5月1日 合併為大府村   | 1915年11月1日 改制為大府町        | 1915年11月1日 改制為大府町        | 1915年11月1日 改制為大府町  | 1915年11月1日 改制為大府町  | 1970年9月1日 改制為大府市   | 1970年9月1日 改制為大府市   | 1970年9月1日 改制為大府市   |        |
| 橫根村        |                             |                             |                             | 1906年5月1日 合併為大府村   | 1915年11月1日 改制為大府町        | 1915年11月1日 改制為大府町        | 1915年11月1日 改制為大府町  | 1915年11月1日 改制為大府町  | 1970年9月1日 改制為大府市   | 1970年9月1日 改制為大府市   | 1970年9月1日 改制為大府市   |        |
| 北崎村        |                             |                             |                             | 1906年5月1日 合併為大府村   | 1915年11月1日 改制為大府町        | 1915年11月1日 改制為大府町        | 1915年11月1日 改制為大府町  | 1915年11月1日 改制為大府町  | 1970年9月1日 改制為大府市   | 1970年9月1日 改制為大府市   | 1970年9月1日 改制為大府市   |        |
| 長草村        |                             |                             |                             | 1906年5月1日 合併為大府村   | 1915年11月1日 改制為大府町        | 1915年11月1日 改制為大府町        | 1915年11月1日 改制為大府町  | 1915年11月1日 改制為大府町  | 1970年9月1日 改制為大府市   | 1970年9月1日 改制為大府市   | 1970年9月1日 改制為大府市   |        |
| 森岡村        |                             |                             |                             |                             | 1915年11月1日 改制為大府町        | 1915年11月1日 改制為大府町        | 1915年11月1日 改制為大府町  | 1915年11月1日 改制為大府町  | 1970年9月1日 改制為大府市   | 1970年9月1日 改制為大府市   | 1970年9月1日 改制為大府市   |        |
|               |                             | 1948年6月1日 改制為東浦町   |                             |                             |                                   |                                   |                             |                             |                             |                             |                             |        |
| 藤江村        | 藤江村                      | 藤江村                      | 藤江村                      | 1906年5月1日 合併為東浦村   | 1906年5月1日 合併為東浦村         |                                   |                             |                             |                             |                             |                             |        |
| 生路村        | 1891年4月1日 合併為生濱村   | 1892年5月31日 生路村        | 1892年5月31日 生路村        | 1906年5月1日 合併為東浦村   | 1906年5月1日 合併為東浦村         |                                   |                             |                             |                             |                             |                             |        |
| 石濱村        | 1891年4月1日 合併為生濱村   | 1892年5月31日 石濱村        | 1892年5月31日 石濱村        | 1906年5月1日 合併為東浦村   | 1906年5月1日 合併為東浦村         |                                   |                             |                             |                             |                             |                             |        |
| 緒川村        |                             |                             |                             | 1906年5月1日 合併為東浦村   | 1906年5月1日 合併為東浦村         |                                   |                             |                             |                             |                             |                             |        |
| 橫須賀町      | 橫須賀町                    | 橫須賀町                    | 橫須賀町                    | 1906年5月1日 合併為橫須賀町 | 1906年5月1日 合併為橫須賀町       | 1906年5月1日 合併為橫須賀町       | 1906年5月1日 合併為橫須賀町 | 1906年5月1日 合併為橫須賀町 | 1969年4月1日 合併為東海市   | 1969年4月1日 合併為東海市   | 1969年4月1日 合併為東海市   |        |
| 大田村        |                             |                             |                             | 1906年5月1日 合併為橫須賀町 | 1906年5月1日 合併為橫須賀町       | 1906年5月1日 合併為橫須賀町       | 1906年5月1日 合併為橫須賀町 | 1906年5月1日 合併為橫須賀町 | 1969年4月1日 合併為東海市   | 1969年4月1日 合併為東海市   | 1969年4月1日 合併為東海市   |        |
| 加木屋村      |                             |                             |                             | 1906年5月1日 合併為橫須賀町 | 1906年5月1日 合併為橫須賀町       | 1906年5月1日 合併為橫須賀町       | 1906年5月1日 合併為橫須賀町 | 1906年5月1日 合併為橫須賀町 | 1969年4月1日 合併為東海市   | 1969年4月1日 合併為東海市   | 1969年4月1日 合併為東海市   |        |
| 高橫須賀村    |                             |                             |                             | 1906年5月1日 合併為橫須賀町 | 1906年5月1日 合併為橫須賀町       | 1906年5月1日 合併為橫須賀町       | 1906年5月1日 合併為橫須賀町 | 1906年5月1日 合併為橫須賀町 | 1969年4月1日 合併為東海市   | 1969年4月1日 合併為東海市   | 1969年4月1日 合併為東海市   |        |
| 養父村        |                             |                             |                             | 1906年5月1日 合併為橫須賀町 | 1906年5月1日 合併為橫須賀町       | 1906年5月1日 合併為橫須賀町       | 1906年5月1日 合併為橫須賀町 | 1906年5月1日 合併為橫須賀町 | 1969年4月1日 合併為東海市   | 1969年4月1日 合併為東海市   | 1969年4月1日 合併為東海市   |        |
| 名和村        | 名和村                      | 名和村                      | 名和村                      | 1906年9月1日 合併為上野村   | 1940年2月11日 改制為上野町        | 1940年2月11日 改制為上野町        | 1940年2月11日 改制為上野町  | 1940年2月11日 改制為上野町  | 1969年4月1日 合併為東海市   | 1969年4月1日 合併為東海市   | 1969年4月1日 合併為東海市   |        |
| 荒尾村        |                             |                             |                             | 1906年9月1日 合併為上野村   | 1940年2月11日 改制為上野町        | 1940年2月11日 改制為上野町        | 1940年2月11日 改制為上野町  | 1940年2月11日 改制為上野町  | 1969年4月1日 合併為東海市   | 1969年4月1日 合併為東海市   | 1969年4月1日 合併為東海市   |        |
| 富木島村      |                             |                             |                             | 1906年9月1日 合併為上野村   | 1940年2月11日 改制為上野町        | 1940年2月11日 改制為上野町        | 1940年2月11日 改制為上野町  | 1940年2月11日 改制為上野町  | 1969年4月1日 合併為東海市   | 1969年4月1日 合併為東海市   | 1969年4月1日 合併為東海市   |        |
| 八幡村        | 八幡村                      | 八幡村                      | 八幡村                      | 1906年5月1日 合併為八幡村   | 1922年4月1日 改制為八幡町         | 1922年4月1日 改制為八幡町         | 1922年4月1日 改制為八幡町   | 1955年4月1日 合併為知多町   | 1970年9月1日 改制為知多市   | 1970年9月1日 改制為知多市   | 1970年9月1日 改制為知多市   |        |
| 新知村        |                             |                             |                             | 1906年5月1日 合併為八幡村   | 1922年4月1日 改制為八幡町         | 1922年4月1日 改制為八幡町         | 1922年4月1日 改制為八幡町   | 1955年4月1日 合併為知多町   | 1970年9月1日 改制為知多市   | 1970年9月1日 改制為知多市   | 1970年9月1日 改制為知多市   |        |
| 佐布里村      |                             |                             |                             | 1906年5月1日 合併為八幡村   | 1922年4月1日 改制為八幡町         | 1922年4月1日 改制為八幡町         | 1922年4月1日 改制為八幡町   | 1955年4月1日 合併為知多町   | 1970年9月1日 改制為知多市   | 1970年9月1日 改制為知多市   | 1970年9月1日 改制為知多市   |        |
| 岡田村        | 岡田村                      | 岡田村                      | 1903年5月6日 改制為岡田町   | 1903年5月6日 改制為岡田町   | 1903年5月6日 改制為岡田町         | 1903年5月6日 改制為岡田町         | 1903年5月6日 改制為岡田町   | 1955年4月1日 合併為知多町   | 1970年9月1日 改制為知多市   | 1970年9月1日 改制為知多市   | 1970年9月1日 改制為知多市   |        |
| 日長村        | 日長村                      | 日長村                      | 日長村                      | 1906年5月1日 合併為旭村     | 1906年5月1日 合併為旭村           | 1952年4月1日 改制為旭町           | 1952年4月1日 改制為旭町     | 1955年4月1日 合併為知多町   | 1970年9月1日 改制為知多市   | 1970年9月1日 改制為知多市   | 1970年9月1日 改制為知多市   |        |
| 金澤村        |                             |                             |                             | 1906年5月1日 合併為旭村     | 1906年5月1日 合併為旭村           | 1952年4月1日 改制為旭町           | 1952年4月1日 改制為旭町     | 1955年4月1日 合併為知多町   | 1970年9月1日 改制為知多市   | 1970年9月1日 改制為知多市   | 1970年9月1日 改制為知多市   |        |
| 阿久比村      | 阿久比村                    | 阿久比村                    | 阿久比村                    | 1906年5月1日 合併為阿久比村 | 1906年5月1日 合併為阿久比村       | 1953年1月1日 改制為阿久比町       | 1953年1月1日 改制為阿久比町 | 1953年1月1日 改制為阿久比町 | 1953年1月1日 改制為阿久比町 | 1953年1月1日 改制為阿久比町 | 1953年1月1日 改制為阿久比町 |        |
| 上阿久比村    |                             |                             |                             | 1906年5月1日 合併為阿久比村 | 1906年5月1日 合併為阿久比村       | 1953年1月1日 改制為阿久比町       | 1953年1月1日 改制為阿久比町 | 1953年1月1日 改制為阿久比町 | 1953年1月1日 改制為阿久比町 | 1953年1月1日 改制為阿久比町 | 1953年1月1日 改制為阿久比町 |        |
| 東阿久比村    |                             |                             |                             | 1906年5月1日 合併為阿久比村 | 1906年5月1日 合併為阿久比村       | 1953年1月1日 改制為阿久比町       | 1953年1月1日 改制為阿久比町 | 1953年1月1日 改制為阿久比町 | 1953年1月1日 改制為阿久比町 | 1953年1月1日 改制為阿久比町 | 1953年1月1日 改制為阿久比町 |        |
| 半田町        | 半田町                      | 半田町                      | 半田町                      | 半田町                      | 1937年10月1日 合併為半田市        | 1937年10月1日 合併為半田市        | 1937年10月1日 合併為半田市  | 1937年10月1日 合併為半田市  | 1937年10月1日 合併為半田市  | 1937年10月1日 合併為半田市  | 1937年10月1日 合併為半田市  |        |
| 龜崎町        | 龜崎町                      | 龜崎町                      | 龜崎町                      | 1906年5月1日 合併為龜崎町   | 1937年10月1日 合併為半田市        | 1937年10月1日 合併為半田市        | 1937年10月1日 合併為半田市  | 1937年10月1日 合併為半田市  | 1937年10月1日 合併為半田市  | 1937年10月1日 合併為半田市  | 1937年10月1日 合併為半田市  |        |
| 乙川村        |                             |                             |                             | 1906年5月1日 合併為龜崎町   | 1937年10月1日 合併為半田市        | 1937年10月1日 合併為半田市        | 1937年10月1日 合併為半田市  | 1937年10月1日 合併為半田市  | 1937年10月1日 合併為半田市  | 1937年10月1日 合併為半田市  | 1937年10月1日 合併為半田市  |        |
| 有脇村        |                             |                             |                             | 1906年5月1日 合併為龜崎町   | 1937年10月1日 合併為半田市        | 1937年10月1日 合併為半田市        | 1937年10月1日 合併為半田市  | 1937年10月1日 合併為半田市  | 1937年10月1日 合併為半田市  | 1937年10月1日 合併為半田市  | 1937年10月1日 合併為半田市  |        |
| 成岩村        | 1890年12月17日 改制為成岩町 | 1890年12月17日 改制為成岩町 | 1890年12月17日 改制為成岩町 | 1890年12月17日 改制為成岩町 | 1937年10月1日 合併為半田市        | 1937年10月1日 合併為半田市        | 1937年10月1日 合併為半田市  | 1937年10月1日 合併為半田市  | 1937年10月1日 合併為半田市  | 1937年10月1日 合併為半田市  | 1937年10月1日 合併為半田市  |        |
| 富貴村        | 富貴村                      | 富貴村                      | 富貴村                      | 富貴村                      | 富貴村                            | 富貴村                            | 1954年10月5日 合併為武豐町  | 1954年10月5日 合併為武豐町  | 1954年10月5日 合併為武豐町  | 1954年10月5日 合併為武豐町  | 1954年10月5日 合併為武豐町  |        |
| 武豐村        | 1891年2月17日 改制為武豐町  | 1891年2月17日 改制為武豐町  | 1891年2月17日 改制為武豐町  | 1891年2月17日 改制為武豐町  | 1891年2月17日 改制為武豐町        | 1891年2月17日 改制為武豐町        | 1954年10月5日 合併為武豐町  | 1954年10月5日 合併為武豐町  | 1954年10月5日 合併為武豐町  | 1954年10月5日 合併為武豐町  | 1954年10月5日 合併為武豐町  |        |
| 大野町        | 大野町                      | 大野町                      | 大野町                      | 大野町                      | 大野町                            | 大野町                            | 1954年4月1日 合併為常滑市   | 1954年4月1日 合併為常滑市   | 常滑市                      | 常滑市                      | 常滑市                      | 常滑市 |
| 矢田村        | 矢田村                      | 矢田村                      | 矢田村                      | 1906年5月1日 合併為三和村   | 1906年5月1日 合併為三和村         | 1906年5月1日 合併為三和村         | 1954年4月1日 合併為常滑市   | 1954年4月1日 合併為常滑市   | 常滑市                      | 常滑市                      | 常滑市                      | 常滑市 |
| 久米村        |                             |                             |                             | 1906年5月1日 合併為三和村   | 1906年5月1日 合併為三和村         | 1906年5月1日 合併為三和村         | 1954年4月1日 合併為常滑市   | 1954年4月1日 合併為常滑市   | 常滑市                      | 常滑市                      | 常滑市                      | 常滑市 |
| 金山村        |                             |                             |                             | 1906年5月1日 合併為三和村   | 1906年5月1日 合併為三和村         | 1906年5月1日 合併為三和村         | 1954年4月1日 合併為常滑市   | 1954年4月1日 合併為常滑市   | 常滑市                      | 常滑市                      | 常滑市                      | 常滑市 |
| 西之口村      | 西之口村                    | 西之口村                    | 西之口村                    | 1906年5月1日 合併為鬼崎村   | 1906年5月1日 合併為鬼崎村         | 1951年10月1日 改制為鬼崎町        | 1954年4月1日 合併為常滑市   | 1954年4月1日 合併為常滑市   | 常滑市                      | 常滑市                      | 常滑市                      | 常滑市 |
| 榎戶村        |                             |                             |                             | 1906年5月1日 合併為鬼崎村   | 1906年5月1日 合併為鬼崎村         | 1951年10月1日 改制為鬼崎町        | 1954年4月1日 合併為常滑市   | 1954年4月1日 合併為常滑市   | 常滑市                      | 常滑市                      | 常滑市                      | 常滑市 |
| 多屋村        |                             |                             |                             | 1906年5月1日 合併為鬼崎村   | 1906年5月1日 合併為鬼崎村         | 1951年10月1日 改制為鬼崎町        | 1954年4月1日 合併為常滑市   | 1954年4月1日 合併為常滑市   | 常滑市                      | 常滑市                      | 常滑市                      | 常滑市 |
| 常滑村        | 1890年12月17日 改制為常滑町 | 1890年12月17日 改制為常滑町 | 1890年12月17日 改制為常滑町 | 1890年12月17日 改制為常滑町 | 1890年12月17日 改制為常滑町       | 1890年12月17日 改制為常滑町       | 1954年4月1日 合併為常滑市   | 1954年4月1日 合併為常滑市   | 常滑市                      | 常滑市                      | 常滑市                      | 常滑市 |
| 樽水村        | 樽水村                      | 樽水村                      | 樽水村                      | 1906年5月1日 合併為枳豆志村 | 1911年12月10日 改制並更名為西浦町 | 1911年12月10日 改制並更名為西浦町 | 1954年4月1日 合併為常滑市   | 1954年4月1日 合併為常滑市   | 常滑市                      | 常滑市                      | 常滑市                      | 常滑市 |
| 西阿野村      |                             |                             |                             | 1906年5月1日 合併為枳豆志村 | 1911年12月10日 改制並更名為西浦町 | 1911年12月10日 改制並更名為西浦町 | 1954年4月1日 合併為常滑市   | 1954年4月1日 合併為常滑市   | 常滑市                      | 常滑市                      | 常滑市                      | 常滑市 |
| 古場村        |                             |                             |                             | 1906年5月1日 合併為枳豆志村 | 1911年12月10日 改制並更名為西浦町 | 1911年12月10日 改制並更名為西浦町 | 1954年4月1日 合併為常滑市   | 1954年4月1日 合併為常滑市   | 常滑市                      | 常滑市                      | 常滑市                      | 常滑市 |
| 苅屋村        |                             |                             |                             | 1906年5月1日 合併為枳豆志村 | 1911年12月10日 改制並更名為西浦町 | 1911年12月10日 改制並更名為西浦町 | 1954年4月1日 合併為常滑市   | 1954年4月1日 合併為常滑市   | 常滑市                      | 常滑市                      | 常滑市                      | 常滑市 |
| 大谷村        | 大谷村                      | 大谷村                      | 大谷村                      | 1906年7月1日 合併為小鈴谷村 | 1906年7月1日 合併為小鈴谷村       | 1952年7月1日 改制為小鈴谷町       | 1952年7月1日 改制為小鈴谷町 | 1957年3月31日 併入常滑市    | 常滑市                      | 常滑市                      | 常滑市                      | 常滑市 |
| 小鈴谷村      |                             |                             |                             | 1906年7月1日 合併為小鈴谷村 | 1906年7月1日 合併為小鈴谷村       | 1952年7月1日 改制為小鈴谷町       | 1952年7月1日 改制為小鈴谷町 | 1957年3月31日 併入常滑市    | 常滑市                      | 常滑市                      | 常滑市                      | 常滑市 |
| 坂井村        |                             |                             |                             | 1906年7月1日 合併為小鈴谷村 | 1906年7月1日 合併為小鈴谷村       | 1952年7月1日 改制為小鈴谷町       | 1952年7月1日 改制為小鈴谷町 | 1957年3月31日 併入常滑市    | 常滑市                      | 常滑市                      | 常滑市                      | 常滑市 |
| 上野間村      | 上野間村                    | 上野間村                    | 上野間村                    | 1906年7月1日 合併為小鈴谷村 | 1906年7月1日 合併為小鈴谷村       | 1952年7月1日 改制為小鈴谷町       | 1952年7月1日 改制為小鈴谷町 | 1957年3月31日 併入美濱町    | 美濱町                      | 美濱町                      | 美濱町                      |        |
| 奧田村        | 奧田村                      | 奧田村                      | 奧田村                      | 1906年7月1日 合併為野間村   | 1942年7月1日 改制為野間町         | 1942年7月1日 改制為野間町         | 1942年7月1日 改制為野間町   | 1955年4月1日 合併為美濱町   | 美濱町                      | 美濱町                      | 美濱町                      |        |
| 野間村        |                             |                             |                             | 1906年7月1日 合併為野間村   | 1942年7月1日 改制為野間町         | 1942年7月1日 改制為野間町         | 1942年7月1日 改制為野間町   | 1955年4月1日 合併為美濱町   | 美濱町                      | 美濱町                      | 美濱町                      |        |
| 河和村        | 河和村                      | 河和村                      | 1903年5月6日 改制為河和町   | 1906年7月1日 合併為河和町   | 1906年7月1日 合併為河和町         | 1906年7月1日 合併為河和町         | 1906年7月1日 合併為河和町   | 1955年4月1日 合併為美濱町   | 美濱町                      | 美濱町                      | 美濱町                      |        |
| 布土村        |                             |                             |                             | 1906年7月1日 合併為河和町   | 1906年7月1日 合併為河和町         | 1906年7月1日 合併為河和町         | 1906年7月1日 合併為河和町   | 1955年4月1日 合併為美濱町   | 美濱町                      | 美濱町                      | 美濱町                      |        |
| 豐丘村        |                             |                             |                             |                             |                                   |                                   |                             | 1955年4月1日 合併為美濱町   | 美濱町                      | 美濱町                      | 美濱町                      |        |
|               |                             |                             |                             | 1961年6月1日 合併為南知多町 |                                   |                                   |                             |                             |                             |                             |                             |        |
| 豐濱村        | 豐濱村                      | 豐濱村                      | 1905年2月1日 改制為豐濱町   | 1906年7月1日 合併為豐濱町   | 1906年7月1日 合併為豐濱町         | 1906年7月1日 合併為豐濱町         | 1906年7月1日 合併為豐濱町   |                             |                             |                             |                             |        |
| 內海村        | 內海村                      | 1893年11月8日 改制為內海町  | 1893年11月8日 改制為內海町  | 1906年5月1日 合併為內海町   | 1906年5月1日 合併為內海町         | 1906年5月1日 合併為內海町         | 1906年5月1日 合併為內海町   |                             |                             |                             |                             |        |
| 山海村        |                             |                             |                             | 1906年5月1日 合併為內海町   | 1906年5月1日 合併為內海町         | 1906年5月1日 合併為內海町         | 1906年5月1日 合併為內海町   |                             |                             |                             |                             |        |
| 師崎村        | 師崎村                      | 師崎村                      | 1894年9月8日 改制為師崎町   | 1906年5月1日 合併為師崎町   | 1906年5月1日 合併為師崎町         | 1906年5月1日 合併為師崎町         | 1906年5月1日 合併為師崎町   |                             |                             |                             |                             |        |
| 大井村        |                             |                             |                             | 1906年5月1日 合併為師崎町   | 1906年5月1日 合併為師崎町         | 1906年5月1日 合併為師崎町         | 1906年5月1日 合併為師崎町   |                             |                             |                             |                             |        |
| 篠島村        |                             |                             |                             |                             |                                   |                                   |                             |                             |                             |                             |                             |        |
| 日間賀島村    |                             |                             |                             |                             |                                   |                                   |                             |                             |                             |                             |                             |        |